# Сайылык
Сайылык — летний тип жилья у якутов, в отличие от ураса и юрта сайылык представлен как отдельный тип сельского поселения, где в редких случаях работают магазины. Сайылыки в основном расположены в центральных улусах Якутии.
Якуты в сайылыках выращивают картофель, разводят крупный рогатый скот, то есть занимаются сельским хозяйством.